# LNWR classe A
La Classe A du London and North Western Railway est un modèle de locomotives à vapeur de disposition d'essieux 040 « Eight wheel » (0-8-0 dans la nomenclature britannique) utilisées en service marchandises. Dotées d'une motorisation compound à trois cylindres, elles ont été réalisées par l'ingénieur en chef Francis Webb à la suite de la locomotive prototype no 2524. Premières locomotives à quatre essieux moteurs produites en série par le LNWR, toutes été transformées avec deux cylindres à simple expansion (classes C, D et C1).

## Historique

### Origines
Vers 1892, le London and North Western dispose uniquement de locomotives à tender séparé de disposition 030 (six roues motrices) pour le service des trains de marchandises dont près de mille exemplaires ont été construits entre 1873 et 1900. Face à l'augmentation du poids des trains qui requiert fréquemment l'usage de la double traction, le LNWR innove en étant l'un des premiers réseaux britanniques à produire en série des locomotives à huit roues motrices.
La locomotive prototype numérotée 2524 utilise le mécanisme éprouvé des locomotives classe 18-inch goods avec deux cylindres intérieurs larges de 19 pouces ½ (495 mm) et longs de 24 (609 mm). Ils sont dits à simple expansion avec des cylindres de pression égale où la vapeur ne passe qu'une seule fois. La chaudière très longue pour l'époque (18 pieds 6 pouces ; 5 638 mm) est identique à celle des locomotives de vitesse de la classe « Greater Britain » avec un diamètre de 4 pieds 3 pouces (1 254 mm) et une deuxième chambre de combustion, positionnée à mi-parcours qui sert de transition entre les tubes en cuivre venus du foyer et des tubes en acier à faible pente menant à la boîte à fumée. Cette solution expérimentale n'aura pas le succès escompté.

### Mise au point

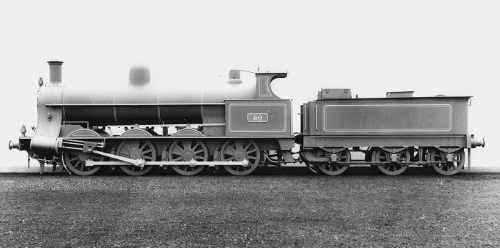
Photographie de constructeur de la 50.

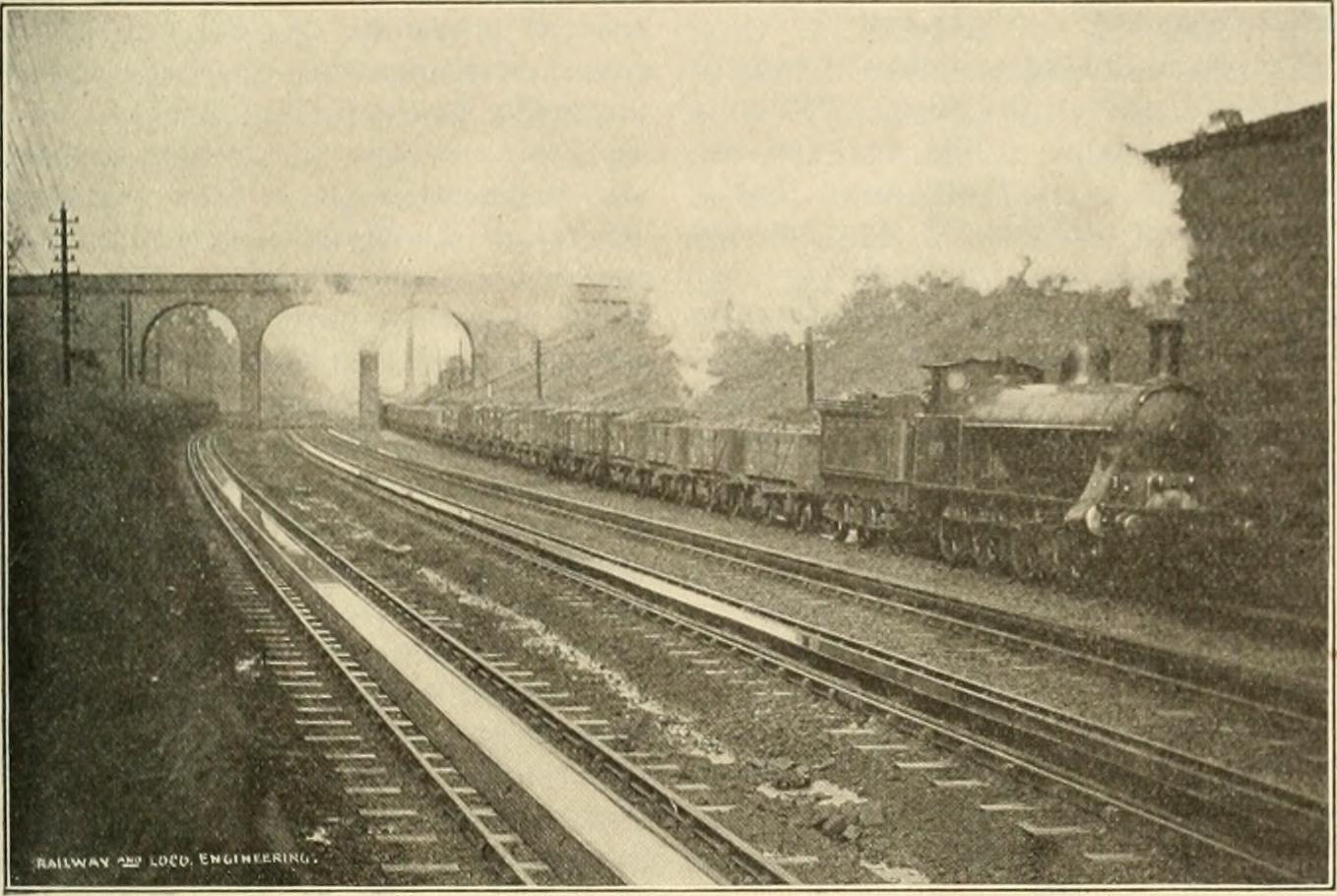
Une classe A à Bushey Heath sur la West Coast Mainline en 1905.

Ardent partisan du compoundage, leur concepteur Francis Webb (en) « chief mechanical engineer » du LNWR, décide de construire un deuxième prototype doté d'un mécanisme à trois cylindres qu'il a déjà appliquée à des dizaines de locomotives pour trains de voyageurs depuis 1882. Deux cylindres haute pression de 15 pouces positionnés à l'extérieur et un grand cylindre basse pression de 30 pouces. La vapeur des cylindres HP actionne une distribution Stephenson agissant sur le deuxième essieu moteur tandis que la distribution du cylindre BP est à excentrique simple. Des bielles de liaison relient les quatre essieux entre-eux et la chaudière ne possède plus de chambre de combustion médiane ; à la place, le foyer est prolongé vers l'intérieur de la chaudière donnant une surface de combustion équivalente. Une sablière est accolée au garde-boue du premier essieu et une se trouve à l'avant du tender ; elle sert lors des parcours à reculons.
Livrée en septembre 1893 par les ateliers de Crewe, cette locomotive numérotée 50 fait l'objet d'essais comparatifs avec la 2524. Il est donc décidé de commander 110 locomotives supplémentaires à 3 cylindres compound.
La première locomotive de série est livrée par les ateliers de Crewe en novembre 1894 et l'effectif est complet en mai 1900. Alors que la numérotation du LNWR est habituellement désordonnée en raison du remploi de matricules de locomotives hors-service, les machines de la classe A sont immatriculées 2526-2555 et 1801-1880. La machine prototype troquant son numéro 50 contre le matricule 2525.
Elles sont utilisées sur tous types de services, leur effort de traction accru pouvant se montrer utile sur les lignes accidentées. Toutefois, les photographies connues de ces locomotives les montrent surtout en tête de trains très lourds sur les lignes principales.

### Évolutions
Vers 1897, Francis Webb renonce à la formule controversée des trois cylindres et décide d'essayer avec succès une disposition compound à quatre cylindres laquelle est appliquée aux locomotives à voyageurs des classes Jubilee et Alfred the Great. Ce système avec deux cylindres basse pression de 20 pouces ½ (521 mm) disposés au centre et deux haute pression, toujours de 15 pouces, à l'extérieur, combinée à une chaudière élargie à 4 pieds 5 pouces (1 350 mm) dont la pression passe à 200 psi (1,4 MPa) au lieu de 175.
Un total de 170 locomotives classe B sont réalisées de 1901 à 1904 auxquelles se rajoute le prototype à simple expansion 2524 reconstruit en 1906, la taille identique des deux cylindres intérieurs ayant rendu possible cette transformation. La base technique de la classe B est réutilisée pour les 30 locomotives à trois roues motrices et bogie avant de la classe 1400.

### Transformations
Le départ à la retraite de Francis Webb en 1904 et son remplacement par George Whale (en) puis George Whale Charles Bowen Cooke (en) entraine un changement immédiat dans la politique des locomotives du LNWR. Les locomotives compound à trois cylindres sont envoyées à la démolition en 1905-1912 à l'exception des locomotives de la classe A.
George Whale réalise une première tentative de transformation en démontant les cylindres extérieurs ainsi que le carénage des tuyaux de livrance et en plaçant deux cylindres intérieurs de 19 pouces ½ là où se trouvait le cylindre BP avec deux distributions Stephenson intérieures. Identiques au prototype 2524 mis à part la chaudière, les 15 locomotives ainsi traitées en 1904-1906 ne donnent pas satisfaction ; il apparaît que la chaudière est trop faible pour les deux grands cylindres ce qui provoque des pertes de pression en cas d'effort soutenu.
Ayant mis au point en 1905 une locomotive ten-wheel pour trains de voyageurs (classe Experiment) et l'année suivante une version pour trains de marchandises rapides (classe 19-inch goods), Whale trouve finalement la solution aux problèmes récurrents de la classe C en remplaçant la chaudière d'origine par un modèle plus grand, semblable à celle des Experiment au diamètre de 5 pieds 2 pouces (1 570 mm) couplés aux cylindres de 19 pouces 1⁄2 (500 mm). 63 classe A sont traitées de la sorte entre 1906 et 1909 donnant naissance à la classe D très réussie.
L'envoi au rebut des chaudières d'origine encore en bon état des classe A étant critiqué pour sa non-rentabilité, les 34 locomotives possédant encore leurs trois cylindres sont converties à partir de 1909 en conservant la chaudière d'origine et en utilisant des cylindres de 18 pouces 1⁄2 (470 mm) plus adaptés à la puissance de la chaudière, donnant naissance à la classe C1. La conversion de la 1835 en août 1912 conclut la carrière des classe A en état d'origine.
En parallèle, les ingénieurs Cooke et Whale ont créé plusieurs modèles en convertissant les locomotives de la classe B (les classes E et F compound avec un essieu porteur avant) ainsi que la classe G à simple expansion et chaudière semblable aux locomotives classe D. Alors que tous les modèles de 040 et 140 réalisés jusqu'alors sont tous le résultat de transformation de locomotives existantes réalisées par Francis Webb, des classe G neuves sont construites à Crewe.
Décidant d'utiliser les bienfaits de la surchauffe dans le domaine des marchandises, Cooke transforme en 1912 une G avec un surchauffeur Schmidt, donnant naissance à la première G1 dont les performances se montrent supérieures à toutes les 040 alors en activité ce qui leur vaut le surnom de « Super D », super étant l'abréviation de « Superheated » qui se traduit ici par « équipé d'un surchauffeur ».
Un total de 170 G1 neuves est livré entre 1912 et 1918 tandis que de nombreuses locomotives de disposition 040 sont converties en G1 par le London, Midland and Scottish Railway qui a succédé au LNWR. C'est ainsi que toutes les classe A transformées en D sont concernées par ce programme de surchauffe au plus tard en 1937. Cinq classe C sont également transformées en G1 par remplacement de la chaudière en 1925-1927. Les autres C et C1 conservant leur chaudière de classe A sont maintenues en service jusqu'à leur envoi à la démolition entre 1927 et 1933.

### Fin de carrière
Les 68 locomotives de la classe G1 tirant leurs origines dans les locomotives classe A sont toutes encore à l'inventaire du LMS lorsque les compagnies de chemin de fer britanniques sont nationalisées pour donner naissance aux British Railways et reçoivent une numérotation entre 48953 et 49054 par l'ajout d'un chiffre 4 devant le matricule LMS. Pour certaines, ces numéros ne seront jamais portés soit parce qu'elles sont déjà inactives soit parce que leur mise à la retraite survient avant que tout le matériel du LMS n'ait été repeint. Entamée en 1948, la radiation des G1 (toutes origines confondues) se conclut fin 1962. L'ex prototype no 50 de 1893 fait partie des quatre ex-classe A encore à l'inventaire au premier décembre.
Aucun exemplaire n'est préservé.